# De Sims 2: Gaan het Maken
De Sims 2: Gaan het Maken (Engels: The Sims 2: Open for Business) is het derde uitbreidingspakket voor het simulatiespel De Sims 2. Het spel is wereldwijd uitgebracht op 2 maart 2006.

## Gameplay
In dit uitbreidingspakket kunnen Sims hun eigen bedrijf beginnen. Ze kunnen hun eigen kledingboetiek, schoonheidssalon, bloemenwinkel, elektronicazaak, restaurant, bakker of dierenwinkel (De Sims 2: Huisdieren benodigd) openen. Als de zaak begint te groeien, kunnen ze personeel inhuren. De personeelsleden kunnen onder andere speelgoed maken, achter de kassa staan, bloemschikken, verkooppraatjes houden of robots bouwen. Wanneer ze te traag of niet goed genoeg werken, kan de speler ze ook ontslaan.

### Servo
Het zogenaamde "monster" in dit pakket is de Servo, een robot die Sims helpen in het huishouden.